# Puchar Polski w piłce nożnej (1989/1990)
Puchar Polski w piłce nożnej mężczyzn 1989/1990 – 36. edycja rozgrywek mających na celu wyłonienie zdobywcy Pucharu Polski, który uzyskał tym samym prawo gry w 1/16 finału Pucharu Zdobywców Pucharów w sezonie 1990/1991. Mecz finałowy odbył się na Stadionie Widzewa w Łodzi.
Tytuł zdobyła Legia Warszawa, dla której był to dziewiąty tryumf w historii klubu.
I runda – 22 lipca 1989
MZKS Przasnysz – ŁKS Łomża 1-2
Granica Lubycza Królewska – Gwardia Chełm 1-3
Orlęta Łuków – Wisła Puławy 1-4
Stal II Stalowa Wola – KS Lublinianka 2-2, k. 3-4
Czuwaj Przemyśl – Stal II Mielec 0-0, k. 2-4
Świt Krzeszowice – Stal Sanok 1-0
Glinik Gorlice – Garbarnia Kraków 1-2
Granat Skarżysko-Kamienna – Izolator Boguchwała 2-0
Czarni Radom – Unia Tarnów 0-6
Elana II Toruń – Mławianka Mława 0-0, k. 2-3
Powiśle Dzierzgoń – Wisła Tczew 0-4
Cuiavia Start Inowrocław – Górnik Konin 1-0
Polonia Chodzież – Wda Świecie 2-1
Comindex Damnica – Stoczniowiec Gdańsk 0-1
Mechanik Bobolice - Flota Świnoujście 3-0
Pogoń II Szczecin - Warta Poznań 0-0, k. 5-4
Stilon II Gorzów Wielkopolski - Mieszko Gniezno 1-2
Victoria Ostrzeszów - WKS Wieluń 1-3
Pogoń Świebodzin - Stal Chocianów 3-1
Żyrardowianka Żyrardów - Polonia Warszawa 0-6
Zdrój Ciechocinek - Hutnik Warszawa 0-5
ŁKS II Łódź - Wisła Płock 0-1
Piotrcovia Piotrków Trybunalski - Bzura Ozorków 3-0
Pogoń Śmigiel - Odra Opole 0-10
Unia Krapkowice - ROW Rybnik 2-1
Granica Bogatynia - Florian Wrocław 2-2, k. 3-4
Pogoń II Oleśnica -  Bielawianka Bielawa 0-1
Orzeł Ząbkowice Śląskie - Sparta Lubliniec 0-1 (3-0 vo)
Andaluzja Brzozowice - Beskid Andrychów 3-0
Walka Makoszowy - BBTS Włókniarz Bielsko-Biała 2-3
AZS Biała Podlaska - Pogoń Łapy 3-0
Stomil II Olsztyn - Wigry Suwałki 0-2
II runda - 26 lipca 1989
Cuiavia Start Inowrocław - GKS Bełchatów 0-1
Andaluzja Brzozowice - Górnik Pszów 1-0
Polonia Warszawa - Hutnik Kraków 1-3
Piotrcovia Piotrków Trybunalski - Motor Lublin 1-2
WKS Wieluń - Górnik Łęczna 1-2
Odra Opole - Odra Wodzisław Śląski 6-0
BBTS Włókniarz Bielsko-Biała - Zagłębie Sosnowiec 1-4
Stoczniowiec Gdańsk - Arka Gdynia 1-2
Wisła Tczew - Bałtyk Gdynia 1-0
Pogoń Świebodzin - Moto Jelcz Oława 2-1
Hutnik Warszawa - Polonia Bytom 0-0, k. 1-3
Unia Tarnów - Karpaty Krosno 1-0
Garbarnia Kraków - Piast Nowa Ruda 1-2
Świt Krzeszowice - Stal Rzeszów 0-6
Polonia Chodzież - Zawisza Bydgoszcz 0-7
Florian Wrocław - Zagłębie Wałbrzych 2-1
Bielawianka Bielawa - Zagłębie Lubin 0-4
Pogoń II Szczecin - Stilon Gorzów Wielkopolski 0-2
Wigry Suwałki - Lechia Gdańsk 1-1, k. 7-6
ŁKS Łomża - Boruta Zgierz 2-4, po dogr.
KS Lublinianka - Igloopol Dębica 2-1
Gwardia Chełm - Stal Stalowa Wola 0-4
Mieszko Gniezno - Ślęza Wrocław 2-1, po dogr.
Wisła Płock - Gwardia Warszawa 2-4
Sparta Lubliniec - Piast Gliwice 0-3
Orzeł Ząbkowice Śląskie - Piast Gliwice 2-1
Stal II Mielec - Resovia 3-2, po dogr.
Wisła Puławy - Avia Świdnik 2-1
AZS Biała Podlaska - Stomil Olsztyn 0-3
Mławianka Mława - Radomiak Radom 1-2
Mechanik Bobolice - Chemik Police 0-0, k. 4-5
Granat Skarżysko-Kamienna - Broń Radom 3-2
Unia Krapkowice - Górnik Knurów 0-2
III runda - 16 sierpnia 1989
Piast Nowa Ruda - Hutnik Kraków 0-1
KS Lublinianka - Górnik Łęczna 1-0
Wisła Puławy - Granat Skarżysko-Kamienna 3-0
Odra Opole -  Polonia Bytom 0-0, k. 4-5
Mieszko Gniezno - Gwardia Warszawa 2-1, po dogr.
Orzeł Ząbkowice Śląskie - Górnik Knurów 2-4, po dogr.
Stal II Mielec - Stal Stalowa Wola 1-2, po dogr.
Wisła Tczew - Stomil Olsztyn 1-2
Pogoń Świebodzin - Stilon Gorzów Wielkopolski 1-2
Radomiak Radom - Boruta Zgierz 2-2, k. 10-9
Wigry Suwałki - Arka Gdynia 1-2
Unia Tarnów - Stal Rzeszów 2-1
Florian Wrocław - Zagłębie Lubin 2-2, k. 5-4
Andaluzja Brzozowice - Zagłębie Sosnowiec 2-5
Chemik Police - Zawisza Bydgoszcz 3-1
GKS Bełchatów - Motor Lublin 2-0
IV runda - 30 sierpnia 1989
Zagłębie Sosnowiec - Jagiellonia Białystok 4-1
Hutnik Kraków - Górnik Zabrze 2-1
GKS Bełchatów - Olimpia Poznań 3-1
KS Lublinianka - Stal Mielec 2-3
Stal Stalowa Wola - Legia Warszawa 0-1
Stilon Gorzów Wielkopolski - Ruch Chorzów 0-2
Mieszko Gniezno - Śląsk Wrocław 2-1
Unia Tarnów - Szombierki Bytom 1-4
Chemik Police - GKS Jastrzębie 4-1
Polonia Bytom - Wisła Kraków 0-2
Górnik Knurów - GKS Katowice 1-4
Radomiak Radom - ŁKS Łódź 1-2
Florian Wrocław - Pogoń Szczecin 2-5
Arka Gdynia - Górnik Wałbrzych 2-1
Wisła Puławy - Widzew Łódź 0-1
Stomil Olsztyn - Lech Poznań 1-3, po dogr.
V runda - 18 października 1989
Stal Mielec - Ruch Chorzów 2-0
Zagłębie Sosnowiec - Legia Warszawa 0-1
GKS Katowice - ŁKS Łódź 3-0
Hutnik Kraków - Lech Poznań 4-1, po dogr.
Pogoń Szczecin - Wisła Kraków 3-2
GKS Bełchatów - Widzew Łódź 2-4
Chemik Police - Arka Gdynia 1-0
Mieszko Gniezno - Szombierki Bytom 1-0

## Ćwierćfinały
Pierwsze mecze zostały rozegrane 8 listopada 1989, a rewanże 22 listopada 1989.
Mieszko Gniezno – Legia Warszawa 0:5 (Cyzio 45' Kubicki 58' Kosecki 62' 86' Terlecki 71')

Legia Warszawa – Mieszko Gniezno 5:1 (Kosecki 7'k. 37' Cyzio 40' Łatka 68' Nowicki 85' - Kurowski 38'k.)

-

Widzew Łódź – GKS Katowice 0:0

GKS Katowice – Widzew Łódź 2:0 (Nawrocki 5' Szlezinger 75')

-

Hutnik Kraków – Chemik Police 2:0 (Góra 63' Sermak 65')

Chemik Police – Hutnik Kraków 1:1 (Białas 87'k - Waligóra 56'k)

-

Stal Mielec – Pogoń Szczecin 4:2 (Chwedczuk 9's Śliwowski 46' Czachowski 80' Sajdak 89' - Jaskulski 15' Krzystolik 32')

Pogoń Szczecin – Stal Mielec 2:2 (Jaskulski 45' Miązek 51'k - Sajdak 14' Śliwowski 90'k )

## Półfinały
Pierwsze mecze zostały rozegrane 9 czerwca 1990, a rewanże 13 czerwca 1990.
Legia Warszawa – Stal Mielec 2:0 (Kosecki 10' Kruszankin 88')

Stal Mielec – Legia Warszawa 2:2 (Tułacz 73' Tomanek 85' - Łatka 41' Pisz 90')

-

GKS Katowice – Hutnik Kraków 2:0 (M.Świerczewski 69' Kubisztal 75')

Hutnik Kraków – GKS Katowice 1:1 (Popczyński 50' - Walczak 19')

## Finał
| 17 czerwca 1990 17:00 | Legia Warszawa · Cyzio 22' · Kosecki 84' (k.) | 2:00:0Raport | GKS Katowice | Stadion Widzewa Łódź, Łódź Widzów: 6 000 Sędzia: Roman Kostrzewski (Bydgoszcz) |
|                       |                                               |              |              |                                                                                |

| Puchar Polski w piłce nożnej 1989/1990 Zwycięzcy |
| ------------------------------------------------ |
| Legia Warszawa 9. Tytuł                          |